# 済生館

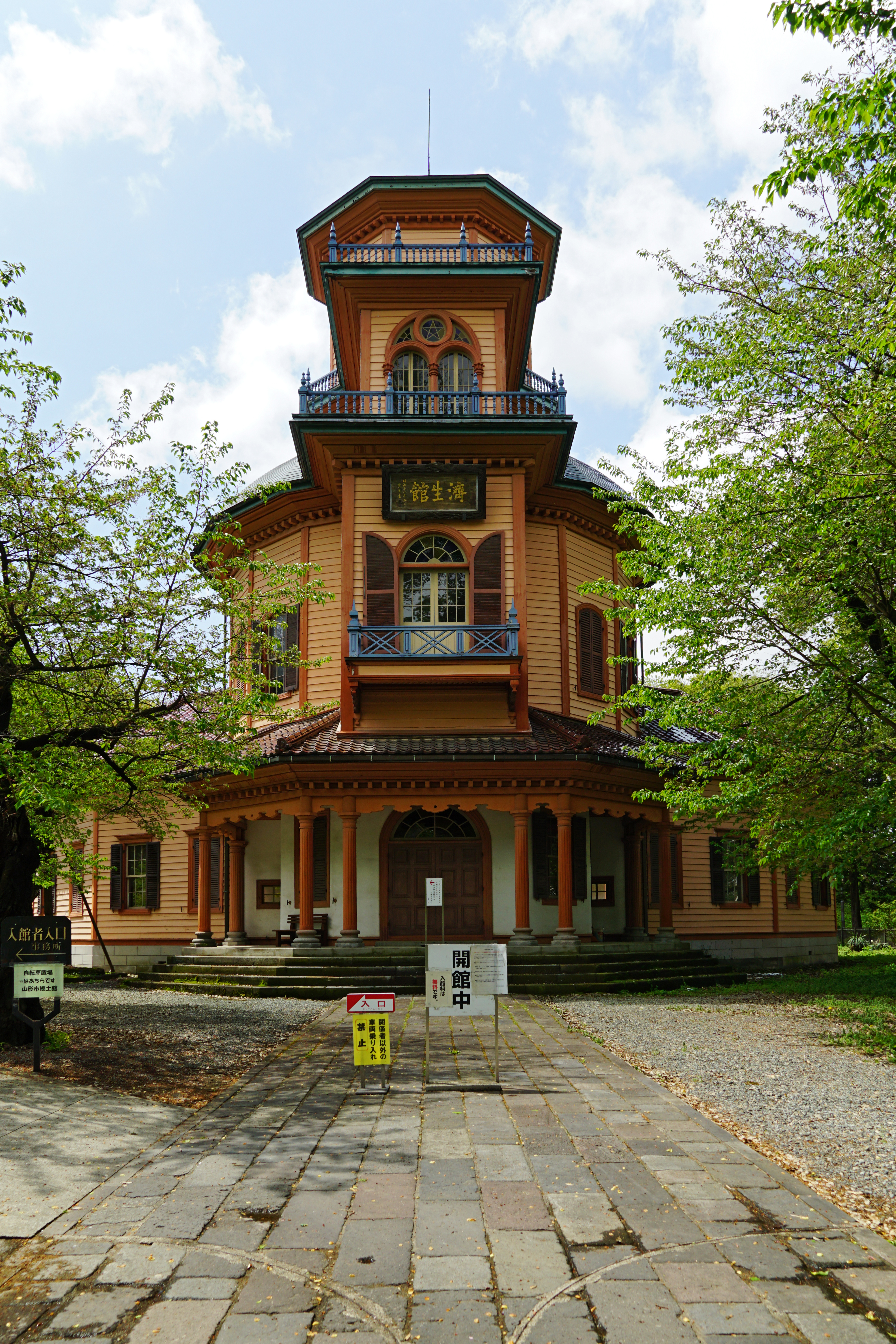
旧済生館病院本館

済生館（さいせいかん）は、山形県山形市の旧済生館病院本館。1873年（明治6年）に私立病院として設立され、1878年9月に当時の県庁そばに本館が竣工した。国の重要文化財。建物自体は同市の霞城公園内に移築され山形市郷土館として利用されている。

## 概要
戦後の合併による市域面積の拡大や人口の集中、さらには、医療保険制度の徹底等によって、老朽化した木造建築物で診察を行っていた市立病院済生館は、医療体制の充実が求められた。1961年12月に市は「済生館施設整備委員会」を設置し、委員会は老朽化した建物を撤去し、鉄筋コンクリート造りの近代的な設備を備える医療施設の建設計画を定めた。
これによって、まず、1963年9月に病棟の改築に着手した。だが、改築工事が進捗すると本館と称していた木造三層楼の存廃問題が持ち上がった。この建物は明治初期の木造高層洋風建築物として、市の文化の象徴ともされており、加えて、全国的に見ても唯一の明治初年の病院遺構として貴重な存在とされていた。だが、病院設備としての利用価値はほとんどなかった。1965年11月に市は、市長の諮問機関として「市立病院済生館建物処分委員会」を設置し、審議の結果、委員会は本館を廃棄と決定答申した。これに対し、市民や市内文化団体が反発する声を上げ、市及び市議会に陳情を繰り広げた。この動きを受け、大久保傳蔵市長が解体の一時休止を命じ、文部省から係官を招き、調査をした所、明治初期の下見板張擬洋風建築の最高傑作と評価され、1966年12月に国から重要文化財に指定された。
旧済生館病院本館は重要文化財の指定を受けたが、病院改築の構造上、現状保存は困難であるため、移転復元の方法を探ることになり、文部省係官からの指導も得つつ、移転先は霞城公園内の山形財務部官舎跡に決定した。移築修理は市が主管し文化庁の指導によって行われ、工事は一般競争入札の結果、市村工務店（山形市）が請け負い、1967年7月から解体作業に入り、1969年12月に移転復元が竣工した。
移転復元となった旧済生館病院本館は、建物の保存や文化財活用の観点から、1971年4月に「山形市郷土館」として1階と2階の一部と蒐集した文献等が展観公開されることになった。主な展示物として医療および医学教育に関する資料、漢方および西洋医学資料、山形城や郷土の歴史関係の資料が展示されている。なお、2009年4月から入館料の徴収は撤廃された。

## 建物の特徴

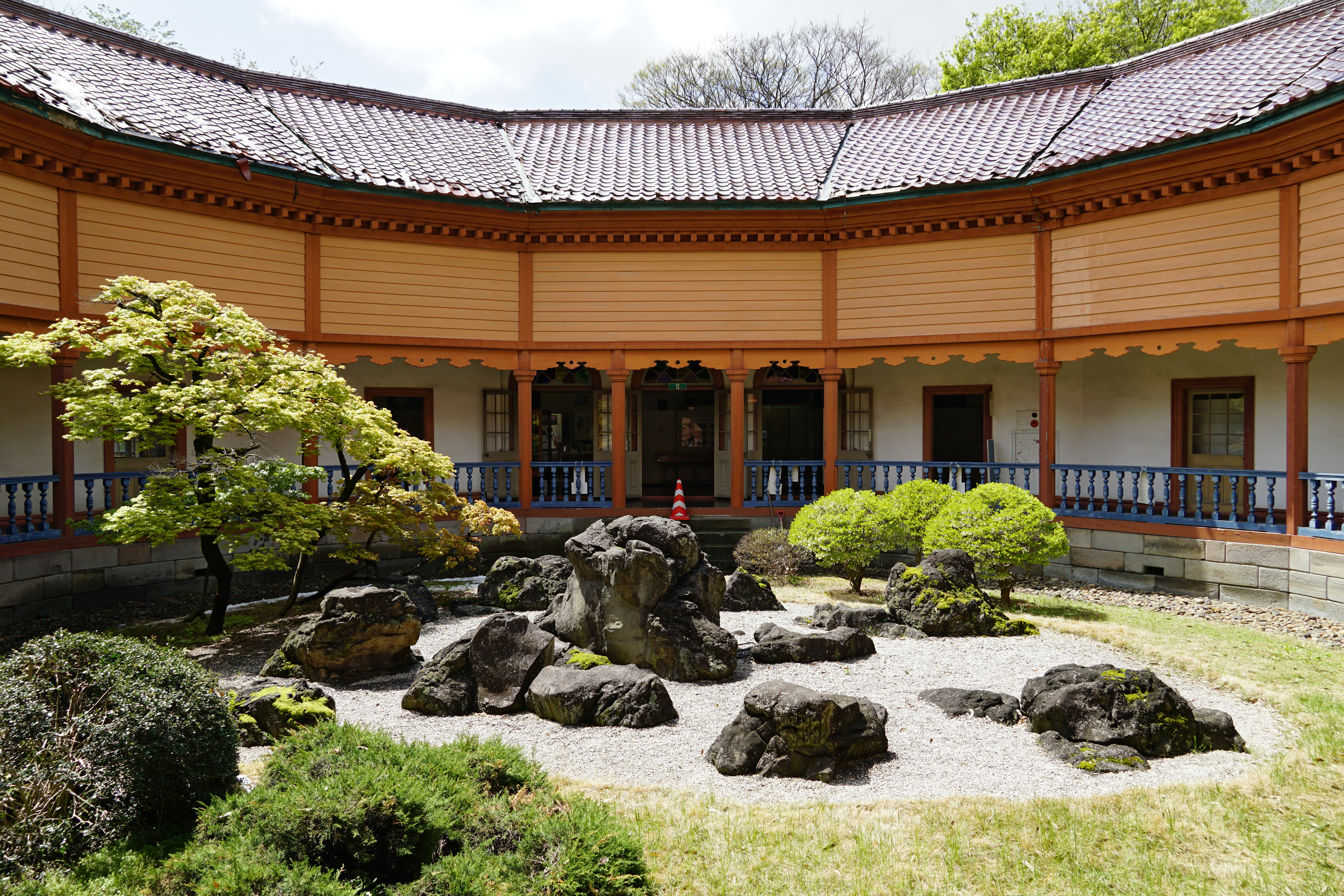
1階 中庭

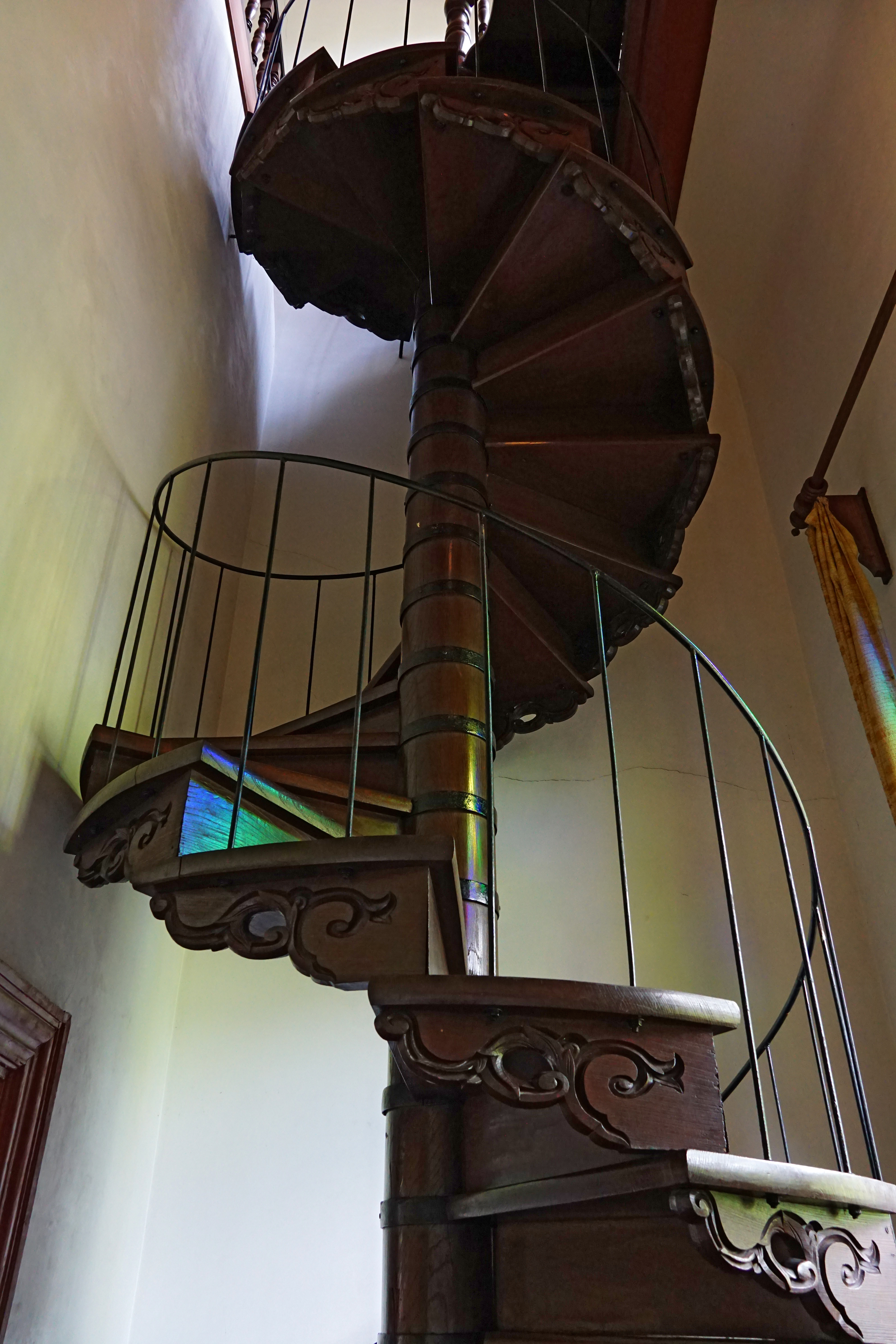
螺旋階段

旧済生館病院本館は、3層楼なのに実は4層、ドーナツ型の1階部、2階は直径10メートルほどの柱のないホール、中3、4階へは螺旋階段、そしてステンドグラス。
内部構造は大変ユニークで、2階は16角形のホールで中央に柱は1本も立っていないのにもかかわらず、ホール上部に中3階・4階がのっている。これは当時日本に入ってきたばかりのトラス構造を利用して支えられている。さらに、16角形から8角形へ楼の形を変えるのに際して使われているのは多宝塔上層部をくみ上げる工法で、日本古来の建築にも熟達した人物の指揮があったことがうかがえる。

## 建物沿革
- 1877年7月 - 初代山形県令三島通庸の命により県立病院長長谷川元良と筒井明俊一等属が上京。大学医学部病院・横浜英国海軍病院を視察、病院の基本構想を作成する。
- 1878年
  - 2月 - 十等出仕原口祐之を棟梁とし病院本館の建築を開始。
  - 9月 - 竣工。
  - 12月 - 太政大臣三条実美により「済生館」と命名される。医学校併設。
- 1888年4月 - 民営となる。医学校廃止。
- 1904年4月 - 山形市営となる。
- 1911年5月 - 近隣の飲食店(そば屋)から出火し市北部の大半を焼失した「市北大火」発生。幸いにも風上であったため類焼は免れたが、山形市役所が焼失したため一時期山形市役所臨時庁舎として使用された。
- 1945年7月 - 空襲の目標になる懸念から最上部(四階部分)の建屋を撤去。建材は戦争終結後復元する予定で保管されていたが、終戦時の混乱でほぼ全部散逸した。
- 1964年頃 - 建物の老朽化及び狭隘化で各病棟の改築工事が始まり本館の保存及び解体の論議を呼ぶ。
- 1966年12月 - 国の重要文化財に指定。
- 1967年7月 - 霞城公園内に移築工事開始。
- 1969年12月 - 明治時代創建当時の姿に移築完了。
- 1971年4月 - 山形市郷土館として開館。
- 1982年3月 - 近代洋風建築シリーズの記念切手第4集として発行される。

## その他
テレビ特撮の『マグマ大使』の第49話で山形市立病院済生館でロケが行われ、移設解体工事直前の旧本館の姿が映っていた。